# 쌍봉동
쌍봉동(雙鳳洞)은 대한민국 전라남도 여수시의 동이다.

## 개요
쌍봉의 유래는 1902년 여수면이 쌍봉면으로 개칭되면서 이 지역에 이름있는 산이 2개 있는데 봉계동에 전봉산(戰鳳山)과 여천동에 비봉산(飛鳳山)의 두개의 ‘봉’자를 따서 쌍봉면(雙鳳面)이라 하였다 한다. 당시의 면사무소는 석창에 위치하고 있었으나 1908년 쌍봉면을 현내면과 쌍봉면으로 분할하였고, 1914년 3월 1일 행정구역이 개편되면서 쌍봉면사무소는 학동으로 옮기고 11개리동으로 조정되었는데, 관할 구역은 소호, 안산, 학용, 웅천, 시천, 여천, 선원, 화장, 봉계, 주삼,해산리 지역으로 면사무소는 현재 학동 34-8번지로 오래된 기와집 1동만이 현존하고 있다. 1976년 9월 1일 여천군 쌍봉면에서 전라남도 여천지구 출장소로 관할 구역이 변경되었다가, 1986년 1월 1일 여천시로 승격되면서 쌍봉면의 중심 지역인 학동, 학용동, 안산동, 소호동 4개의 법정동을 쌍봉동이라는 행정동으로 칭하게 되었다.

## 법정동
- 학동(鶴洞)
- 학용동(鶴龍洞)
- 안산동(安山洞)
- 소호동(蘇湖洞)

### 교통
- 여수공항 (11km)
- 여천역 (2km)

## 교육
- 안심초등학교 (소호7길 23, 소호동)
- 소호초등학교 (소호로 499, 소호동)
- 쌍봉초등학교 (흥국로 47, 학동)
- 안산중학교 (장성4길 36, 안산동)
- 부영여자고등학교 (안산1길 172-9, 안산동)

## 기관 및 시설
- 여수시생활문화센터 (흥국로 17, 학동)
- KT 여수지사 (흥국로 18, 학동)
- 쌍봉지구대 (흥국로 19, 학동)
- 여수우체국 (흥국로 24, 학동)
- 쌍봉동주민센터 (흥국로 25, 학동)
- 쌍봉신협 본점 (흥국로 29, 학동)
- 여수시청 (시청로 1, 학동)
- NH농협은행 여수시청출장소 (시청로 1, 학동)
- 광주은행 여수시청출장소 (시청로 1, 학동)
- 신한은행 여수금융센터 (시청로 6, 학동)
- SGI서울보증 여수출장소 (시청로 6, 학동)
- 광주은행 여수시청로지점 (시청로 15, 학동)
- 한국투자증권 여수PB센터 (시청로 15, 학동)
- 우리은행 여천지점 (시청로 19, 학동)
- KB국민은행 여수종합금융센터 (시청로 24, 학동)
- 한국산업은행 여수지점 (시청로 30, 학동)
- KDB생명보험 여천지점 (시청로 30, 학동)
- 미래에셋증권 여수WM (시청로 30, 학동)
- 신용보증기금 여수지점 (시청로 30, 학동)
- 전남신용보증재단 여수지점 (시청로 30, 학동)
- 여수여성인력개발센터 (시청로 34, 학동)
- NH농협은행 여수금융센터 (시청로 49, 학동)
- NH투자증권 여수WM센터 (시청로 57, 학동)
- 삼성생명 여수지점 (시청로 57, 학동)
- 한국자산관리공사 여수지사 (시청로 57, 학동)
- 여수소방서 (망마로 20, 학동)
- 하나은행 여천지점 (망마로 25, 학동)
- 광주지방법원 순천지원 여천등기소 (망마로 26, 학동)
- 동양생명보험 여수지점 (망마로 36, 학동)
- 교보생명 여천FP지점 (망마로 39, 학동)
- SC제일은행 여천지점 (망마로 40, 학동)
- 삼성화재 여수지점 (시청동1길 5, 학동)
- 엘디아호텔 (시청동3길 24-7, 학동)
- 한국수자원공사 여수권지사 (시청동3길 29, 학동)
- 여수시보건소 (시청서4길 47, 학동)
- 나르샤호텔 (시청서6길 3, 학동)
- 베니키아호텔 (시청서6길 19, 학동)
- 엠오르트호텔 (시청서6길 23, 학동)
- 디오션리조트 (소호로 295, 소호동)
- 소호요트장 (소호로 392, 소호동)
- 여수소호동우체국 (소호로 506, 소호동)
- 문화파출소 여수 (소호로 644, 학동)
- 진남시장 (학동1길 10, 학동)
- 도깨비시장 (학동서5길 18, 학동)
- 여수제일병원 (쌍봉로 70, 학동)
- 여수흥국체육관 (선소로 93, 학동)
- 씨에스나무병원 (도원로 164-1, 안산동)
- 코업스테이 코아루 여수 (거북선공원1길 22, 학동)
- 소호동성당 (안산1길 49-6, 소호동)

## 주거
| 단지명                  | 건설사         | 시행사                           | 주소               | 주소   | 입주        | 비고                    |
| ----------------------- | -------------- | -------------------------------- | ------------------ | ------ | ----------- | ----------------------- |
| 여천부영 1차            | ㈜부영         | ㈜부영                           | 소호로 658         | 학동   | 2004년 12월 | 여천부영 1차 자체재건축 |
| 여천부영 5차            | ㈜부영         | ㈜부영                           | 도원로 204         | 안산동 | 2004년 12월 |                         |
| 여수 장성지구 우미린    | 우미건설       | 우미건설                         | 장성1길 37         | 안산동 | 2006년 6월  |                         |
| 소호 우미오션빌         | 우미종합건설㈜ | 우미건설                         | 소호7길 28         | 소호동 | 2002년 6월  |                         |
| 소호주공                | 화성건설㈜     | 대한주택공사                     | 소호4길 45         | 소호동 | 2003년 7월  | 국민임대                |
| 소호동 프레지던트       | 금호산업       | ㈜주은부동산신탁                 | 소호7길 36         | 소호동 | 2002년 6월  |                         |
| 주은금호                | 금호산업       | ㈜주은부동산신탁                 | 소호6길 36 (2단지) | 소호동 | 2002년 9월  |                         |
| 주은금호                | 금호산업       | ㈜주은부동산신탁                 | 소호5길 39 (3단지) | 소호동 | 2002년 9월  |                         |
| 안산 모아미래도         | 모아건설산업㈜ | 모아주택산업㈜                   | 안산1길 134        | 안산동 | 2004년 12월 |                         |
| 여수학동 신동아파밀리에 | 신동아건설     | 신동아건설 진남아파트 재건축조합 | 무선로 50          | 학동   | 2008년 6월  | 진남주공 재건축         |
| e편한세상 여수 더퍼스트 | 디엘이앤씨㈜   | 여수학동 지역주택조합            |                    | 학동   | 2021년 12월 | 장미주공 재건축         |

## 여가
- 거북선공원
- 용기공원
- 동동공원
- 안산소공원
- 안심산
- 소호동동다리

## 도로명주소 목록
- 거북선공원1길
- 거북선공원2길
- 거북선공원3길
- 도원로
- 망마로
- 무선로
- 선소로
- 소호1길
- 소호2길
- 소호3길
- 소호4길
- 소호5길
- 소호6길
- 소호7길
- 소호8길
- 소호9길
- 소호10길
- 소호11길
- 소호12길
- 소호관기로
- 소호로
- 시청동1길
- 시청동2길
- 시청동3길
- 시청동4길
- 시청동5길
- 시청로
- 시청서1길
- 시청서2길
- 시청서3길
- 시청서4길
- 시청서5길
- 시청서6길
- 심곡길
- 쌍봉로
- 안산1길
- 안산2길
- 안산3길
- 안산4길
- 안산5길
- 안산6길
- 안심산길
- 여천길
- 원학동길
- 장성1길
- 장성2길
- 장성3길
- 장성4길
- 장성5길
- 장성마을길
- 학동1길
- 학동2길
- 학동3길
- 학동4길
- 학동5길
- 학동6길
- 학동7길
- 학동8길
- 학동북1길
- 학동북2길
- 학동북3길
- 학동북4길
- 학동서1길
- 학동서2길
- 학동서3길
- 학동서4길
- 학동서5길
- 학동서6길
- 흥국로